# Ivo Cipci
Ivica Cipci, detto Ivo (Spalato, 25 aprile 1933), è un ex pallanuotista jugoslavo, vincitore di una medaglia d'argento alle olimpiadi di Melbourne 1956.

## Palmarès
- Campionato jugoslavo: 3

Jadran Spalato: 1953, 1957, 1960

## Riconoscimenti
- Premio nazionale per lo sport "Franjo Bučar": 2007